# Amenemhat II
Pour les articles homonymes, voir Amenemhat.
Amenemhat II (r. -1929 à -1895) (grec ancien : Amenemes) est le fils de Sésostris Ier et de Néférou III, comme semble l'attester une inscription trouvée dans le Sinaï, et le petit-fils d'Amenemhat Ier.

## Famille
Les parents d'Amenemhat II sont Sésostris Ier et la reine Néférou III, cette dernière est en effet qualifiée de « Fille du roi » (sȝ.t-nỉsw.t), de « Épouse du roi » (ḥm.t-nỉsw.t) et de « Mère du roi » (mwt-nỉsw.t),.
On ne lui connaît qu'une ou deux épouses : Sénet et peut-être Qanéférou. On lui connaît également neuf ou dix enfants dont certains de mère inconnue :
- deux fils : le futur Sésostris II et Amenemhat-Ânkh ;
- sept ou huit filles : les futures reines Khénémet-néfer-hedjet Ire et Néféret II, ainsi que les princesses Itakait II, Sathathormerit, Ita, Ita-Ouret, Khnoumet et peut-être Sat....

## Règne

### Accession au trône
Vers la fin de sa vie, Sésostris Ier a nommé son fils Amenemhat II comme son corégent. La stèle de Ouepouaouet est datée de la 44e année de Sésostris et de la 2e année d'Amenemhat, il l'aurait donc nommé pendant sa 43e année de règne. On pense que Sésostris est mort au cours de sa 46e année sur le trône puisque le Canon royal de Turin lui attribue un règne de 45 ans.

### Activités hors d'Égypte

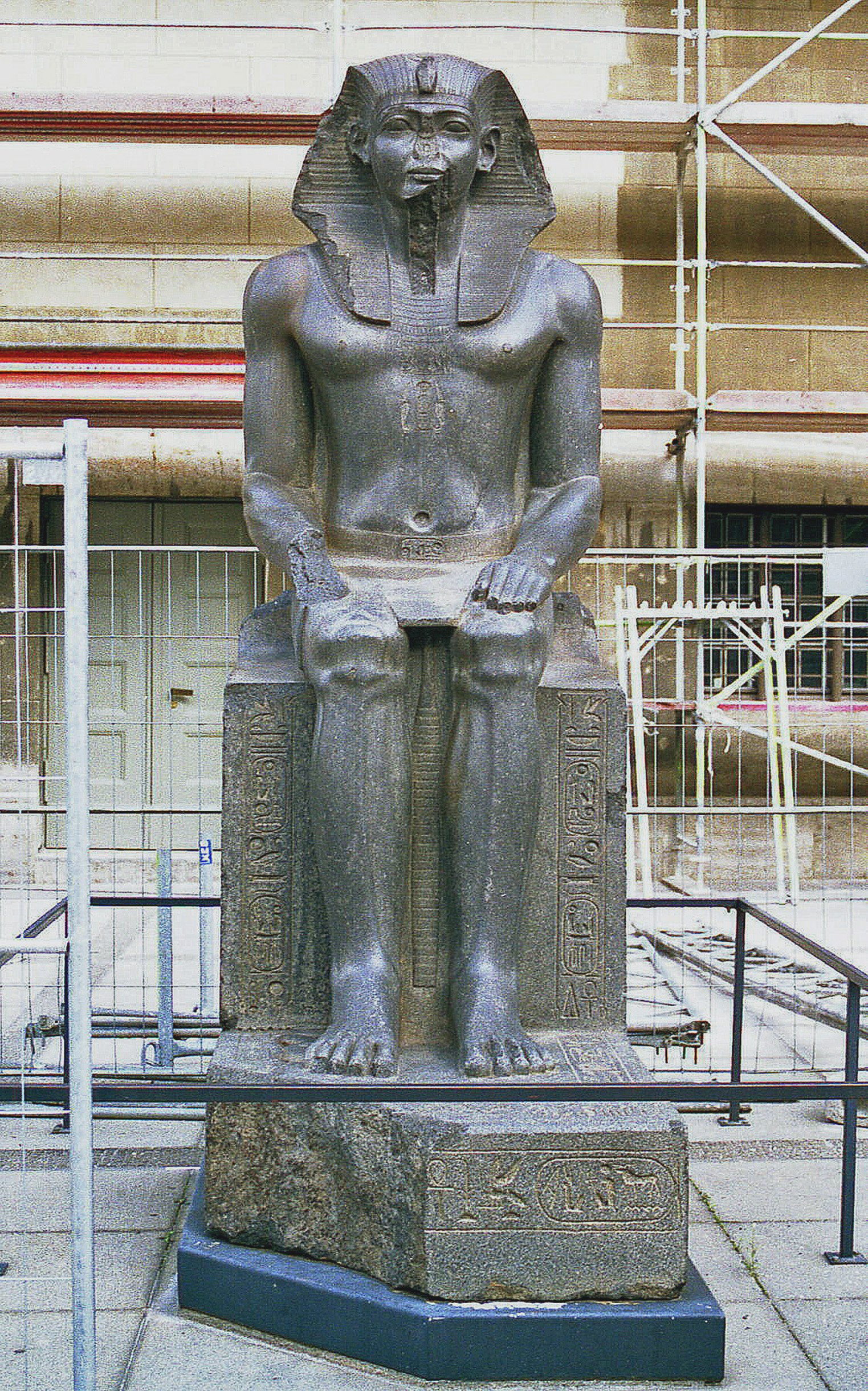
Statue assise attribuée à Amenemhat II, plus tard usurpé par les rois de la - Berlin, Musée de Pergame

Au cours de son règne, Amenemhat II a organisé plusieurs expéditions, en particulier vers l'Ouadi el-Houdi et vers le Sinaï, notamment en l'an 2, 11 et 24. Il envoya également une expédition au pays de Pount en l'an 28, ainsi qu'un expédition au Ouadi Gasus la même année. Il est également nommé sur les boîtes d'un trésor d'objets d'argent trouvés sous le temple de Montou à Tôd : notamment, beaucoup de ces objets ne sont pas de fabrication égyptienne mais plutôt égéenne, ce qui témoigne des contacts entre l'Égypte et les civilisations étrangères pendant le Moyen Empire.
D'un point de vue militaire, il fonde la forteresse de Mirgissa en Nubie, il fait d'ailleurs une inspection générale des forteresses nubiennes en l'an 35. Des fragments d'une annales du début du règne d'Amenemhat II, déterrés à Memphis (et plus tard réutilisés au cours de la XIXe dynastie) mentionnent plusieurs événements : des expéditions militaires contre les peuples asiatiques Youay et Yassi, dont les emplacements sont encore inconnus, et des porteurs de tribut venus d'Asie et de Koush.

### Activités en Égypte
On sait peu de choses sur l'activité de construction d'Amenemhat II. À Hermopolis, il a érigé une porte devant le temple qui s'y trouve. Les fragments des annales mentionnés plus haut indiquent également son activité de construction dans le delta et de dons aux temples. Sur les stèles d'Abydos, il est fait état d'un Premier temple, mais sinon, il ne peut être localisé avec certitude. Il est également connu pour avoir commandé des travaux de construction à Héliopolis, Héracléopolis, Memphis, dans le delta oriental. Une découverte bien connue associée à Amenemhat II est le Grand Sphinx de Tanis (Louvre A23), usurpé plus tard par de nombreux autres roi. Il a commencé par la construction du Bahr-Yousouf, parallèle au Nil. Ce roi fut un des précurseurs dans l'idée du développement des marais du Fayoum à des fins agricoles, une tâche que beaucoup de ses successeurs reprendront. De nombreuses stèles privées portent les cartouches d'Amenemhat - et parfois même ses années de règne - mais ne sont pas d'un grand secours pour fournir des informations utiles sur les événements de son règne.

### Succession
Amenemhat II et son successeur Sésostris II ont partagé une brève corégence, la seule incontestable de tout le Moyen Empire. Contrairement à la plupart des monuments à double date, la stèle de Hapou de Konosso indique explicitement que ces deux rois ont régné ensemble pendant un certain temps et que l'année 3 du règne de Sésostris II équivaut à l'année 35 du règne d'Amenemhat II. L'année 35 d'Amenemhat II sur la stèle de Hapou est également la plus haute date connue pour lui.

## Sépulture

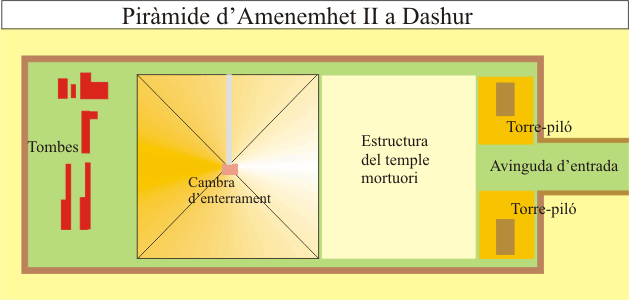
Plan du complexe funéraire d'Amenemhat II à Dahchour

Amenemhat II se fait construire sa pyramide à Dahchour, entre Licht et Saqqarah. Également appelée « pyramide blanche » en raison de son parement de calcaire, elle est de type à face lisse. Le monument a été fouillé en 1894 et 1895 par Jacques de Morgan. Le complexe est fortement ruiné et il ne reste rien ou presque de la pyramide. Seuls subsistent une partie du couloir d'accès dont l'entrée était située au nord et les appartements souterrains. L'enceinte et le temple funéraire ont laissé quelques traces mais le temple de la vallée n'a jamais été retrouvé. Cette pyramide a une base d'environ 11 000 m2 mais la hauteur est inconnue, du fait de l'état de ruine trop avancé. 